# Brokaw (Wisconsin)
Brokaw è un villaggio degli Stati Uniti d'America, situato in Wisconsin, nella contea di Marathon.